# Manfred Strecker
Manfred R. Strecker (* 27. August 1955 in Witzenhausen) ist ein deutscher Geologe. Er lehrt und forscht als Professor für Allgemeine Geologie an der Universität Potsdam.

## Leben
Manfred Strecker begann nach dem Abitur 1974 und zwei Jahren Bundeswehrzeit 1976 mit dem Studium der Geographie und Biologie an der Georg-August-Universität Göttingen. Nach dem Vordiplom begann er im Rahmen eines Austauschstipendiums mit dem Geologiestudium an der University of North Carolina at Chapel Hill, das er 1984 mit einer Analyse zur Zonierung erdbebengefährdeter Gebiete in der Inselbogenkette von Vanuatu im SW-Pazifik an der Cornell University in Ithaca (New York) mit dem Master of Science abschloss. Nach zwei Jahren als Forschungsassistent an der Cornell University schloss er 1986 mit der Promotion über die Tektonik der Anden ab. Er wechselte 1987 an das Geologische Institut der Universität Karlsruhe, wo er 1991 habilitierte. Nach einem zweijährigen Aufenthalt als Heisenbergstipendiat und Gastprofessor an der Stanford University von 1993 bis 1995 wurde er als C4-Professor für Allgemeine Geologie an der Universität Potsdam berufen. Strecker ist seit 2013 Präsident der GeoUnion Alfred-Wegener-Stiftung und seit 2016 Mitglied im Wissenschaftsrat. Der Wissenschaftsrat berät Bund und Länder in allen Fragen der Forschung und Hochschulentwicklung.
Nach seiner Emeritierung wurde Manfred Strecker am 25. August 2021 von der Universität Potsdam zum Seniorprofessor ernannt; Streckers Seniorprofessur ist die vierte, die die Universität verliehen hat – und die erste in der Mathematisch-Naturwissenschaftlichen Fakultät.

## Leistungen
Strecker untersucht die gegenseitige Beeinflussung von Tektonik und Klima sowie Erosions- und Sedimentationsprozessen. Ein Beispiel dieses Zusammenspiels ist der Einfluss klimatischer Extreme wie El Niño oder Starkregenphasen mit Erdbeben in tektonisch aktiven Gebieten, die zu großen Erdrutschen und Schlammlawinen führen. Seine Arbeit führte hier zur Identifikation von Risikogebieten.
Für seine Pioniertätigkeit auf diesem Gebiet wurde er 2004 mit dem Leibnizpreis ausgezeichnet.

## Auszeichnungen
- Albert Maucher-Preis für Geowissenschaften, Deutsche Forschungsgemeinschaft, 1991[3]
- Gottfried-Wilhelm-Leibniz-Preis, Deutsche Forschungsgemeinschaft, 2004
- Mitglied der Leopoldina, 2014[4]
- Alexander von Humboldt Medal, European Geosciences Union, 2021